# Piranesi (novela)
Piranesi es una novela de fantasía y suspenso de la autora inglesa Susanna Clarke, publicada por Bloomsbury Publishing en 2020. Es la segunda novela de Clarke, después de su debut en el año 2004 Jonathan Strange & Mr Norrell, publicada dieciséis años después fue el regreso triunfante de la autora. Piranesi ganó el Premio Mujer de Ficción 2021.

## Sinopsis
Piranesi habita y ha habitado toda su vida en un lugar llamado La Casa, un mundo compuesto por infinitos pasillos y vestíbulos llenos de estatuas en sus bordes, de las cuales ninguna es igual con la otra. El nivel superior de la Casa está lleno de nubes, y el nivel inferior con un océano, que ocasionalmente surge en el nivel medio siguiendo patrones de mareas y olas que Piranesi rastrea meticulosamente. Él cree que siempre ha vivido en la Casa y que solo hay quince personas en el mundo, la mayoría de las cuales son esqueletos muertos hace mucho tiempo de los que lleva la información. Piranesi registra todos los días en sus diarios, cuyo texto conforma la novela.  
Dos veces a la semana, Piranesi se encuentra con el Otro, un hombre bien vestido que solicita su ayuda para buscar un "Gran y Secreto Conocimiento" escondido en algún lugar de la Casa. El Otro, ocasionalmente trae suministros para la empresa estos suministros se los entrega a Piranesi, parecen provenir de fuera de la Casa de un mundo que él no conoce, estos suministros son generalmente objetos de la vida cotidiana como zapatos, linternas eléctricas y multivitaminas. Cuando Piranesi sugiere que abandonen la búsqueda del Gran y Secreto Conocimiento, el Otro dice que han tenido esta conversación antes y le cuenta a Piranesi que la Casa borra lentamente los recuerdos y la personalidad de la persona que la habita.
El Otro le advierte a Piranesi que otra persona además de las 15 que Piranesi tiene en su diario, a la que ambos llaman "16", puede entrar en la Casa para hacerle daño, y que no debe acercarse a 16 bajo ninguna circunstancia o perderá la cordura. Piranesi conoce a un anciano extraño al que llama El Profeta, quien identifica al Otro como Ketterley, un rival que robó sus ideas sobre el Conocimiento, Piranesi se encuentra totalmente desorientado en este punto. El Profeta afirma que la Casa es un "mundo distributivo", formado por ideas que fluyen de otro mundo. Declara que llevará a "16" a la Cámara para lastimar a Ketterley.
Mientras indexa sus diarios en un sistema que él mismo ha creado, Piranesi descubre referencias a entradas que no recuerda haber escrito lo que le hace pensar que La Casa le está haciendo perder la memoria, que incluyen términos mencionados por el Profeta. Las entradas cuentan la historia de un ocultista del mundo moderno llamado Laurence Arne-Sayles, quien fue el primero en postular que existían otros mundos y se podía acceder a ellos; Ketterley (El Otro) fue uno de sus alumnos. Arne-Sayles fomentó una mentalidad de culto entre sus seguidores y finalmente fue encarcelado por secuestrar a un hombre llamado James Ritter. Ritter luego describió haber estado cautivo en un lugar parecido a la Casa.
Piranesi descubre que "16" ha entrado en la casa y le deja un mensaje en forma de amenaza. Piranesi evita leer la respuesta de "16" por su miedo a lo desconocido, pero las interacciones con el Otro revelan que es una mujer llamada Raphael. Después de enterarse de que un raro encuentro de mareas pronto inundará el nivel medio de la casa, Piranesi deja una advertencia para 16 para prevenir que caiga n la inundación y descubre un mensaje de ella que pregunta "¿Eres Matthew Rose Sorensen?" Leer el nombre le da a Piranesi una visión de estar en una ciudad contemporánea.
Investigaciones posteriores en los diarios de Piranesi revelan que alguien ha destruido todas las entradas relacionadas con Ketterley. Piranesi vuelve a unir las páginas destruidas con los restos que encuentra en los nidos de gaviotas y descubre la verdadera historia de cómo llegó a la casa: era Matthew Rose Sorensen, un periodista que escribía un libro sobre Arne-Sayles. Cuando Sorensen fue a entrevistar a Ketterley (El Otro), Ketterley (El Otro) usó un ritual para encarcelarlo en la Casa, donde lentamente perdió la memoria y construyó una nueva identidad a la que Ketterley (El Otro) burlonamente llamó Piranesi. Pues este pintor italiano es conocido por sus obras que contienen muchos laberintos y estatuas de manera similar a la forma en la que La Casa está conformada según Piranesi. 
El día de la inundación, Piranesi confronta a Ketterley (El Otro) con sus recuerdos que recupera justo cuando Raphael ("16") regresa para encontrarlo. Ketterley (El Otro) intenta matarlos, pero al intentarlo se ahoga en las aguas de la inundación. Después de que el agua retrocede, Raphael explica que ella es una detective de la policía británica que investiga desapariciones relacionadas con el culto Arne-Sayles. Ella le pide a Piranesi que regrese al mundo, donde su familia se ha preguntado qué le sucedió durante seis años desde que desapareció de Londres. Después de una larga deliberación consigo mismo,  Piranesi decide abandonar la Cámara.
En el epílogo, Piranesi se ha adaptado a vivir en su mundo natal en Londres con su familia, pero a menudo regresa a La Casa. El narrador trae a James Ritter de regreso a visitar la Casa, para también hacer investigaciones al respecto, atiende el cuerpo de Ketterley que se queda en La Casa y se une a Raphael cuando visita la Casa. Reflexiona que ya no es del todo Sorensen o Piranesi, sino que debe construir una tercera identidad a partir de los restos de los otros dos.

## Antecedentes y publicación
Piranesi es la segunda novela de Clarke, luego de su debut Jonathan Strange & Mr Norrell (2004), que fue un éxito comercial y vendió 4 millones de copias en todo el mundo, llegando incluso a adaptarse en una miniserie de la BBC del mismo nombre en 2015. Poco después de la publicación de su primera novela, Clarke enfermó de lo que luego fue diagnosticado como síndrome de fatiga crónica. Su escritura se convirtió en un proceso "tortuoso". Trabajó en varios proyectos, incluida una secuela de Jonathan Strange & Mr Norrell, pero se encontró "incapaz de tomar decisiones": "Me resultó imposible decidir entre una versión de una frase y otra versión, pero también entre hacer que la trama siguiera adelante". Pensar que la trama debía continuar en esta dirección y hacer al mismo que vaya en esa dirección. Todo se volvió como árboles incontenibles, disparados en todas direcciones". Clarke atribuyó una visita al set de la miniserie Jonathan Strange & Mr Norrell (adaptación a su novela del mismo título) la recuperación de su auto-confianza como autora. Se había sentido agobiada por la "conciencia" de su tiempo inactivo e incapaz de completar proyectos, y decidió "simplificar" lo que se pedía a sí misma. Piranesi fue un proyecto inconcluso de Clarke durante mucho tiempo que "probablemente es anterior a Jonathan Strange & Mr Norrell ". Decidió volver a él porque lo consideró "más manejable": "Pensé, no tiene cientos de caracteres y no requerirá una gran cantidad de investigación porque no sé qué investigación podría hacer para eso." 
Piranesi fue publicado en tapa dura, libro electrónico y formato de audiolibro el 15 de septiembre de 2020 por Bloomsbury Publishing. La versión del audiolibro fue narrada por el actor Chiwetel Ejiofor .

## Recepción
Piranesi recibió críticas positivas de admiración de manera unánime. Sarah Ditum de The Times le dio a la novela una crítica positiva y comentó: "Después de todo ese tiempo, ha producido una segunda novela que es casi perfecta".
Ron Charles de The Washington Post lo calificó de "infinitamente inteligente" y elogió la aceptación de Piranesi de su encarcelamiento por hacer que la novela "resonara con un planeta en cuarentena" debido a la pandemia de COVID-19 sin querer.
Publishers Weekly la llamó una novela "innovadora", elogiando la sutileza de Clarke en el progreso de la trama de la novela.

## Alusiones

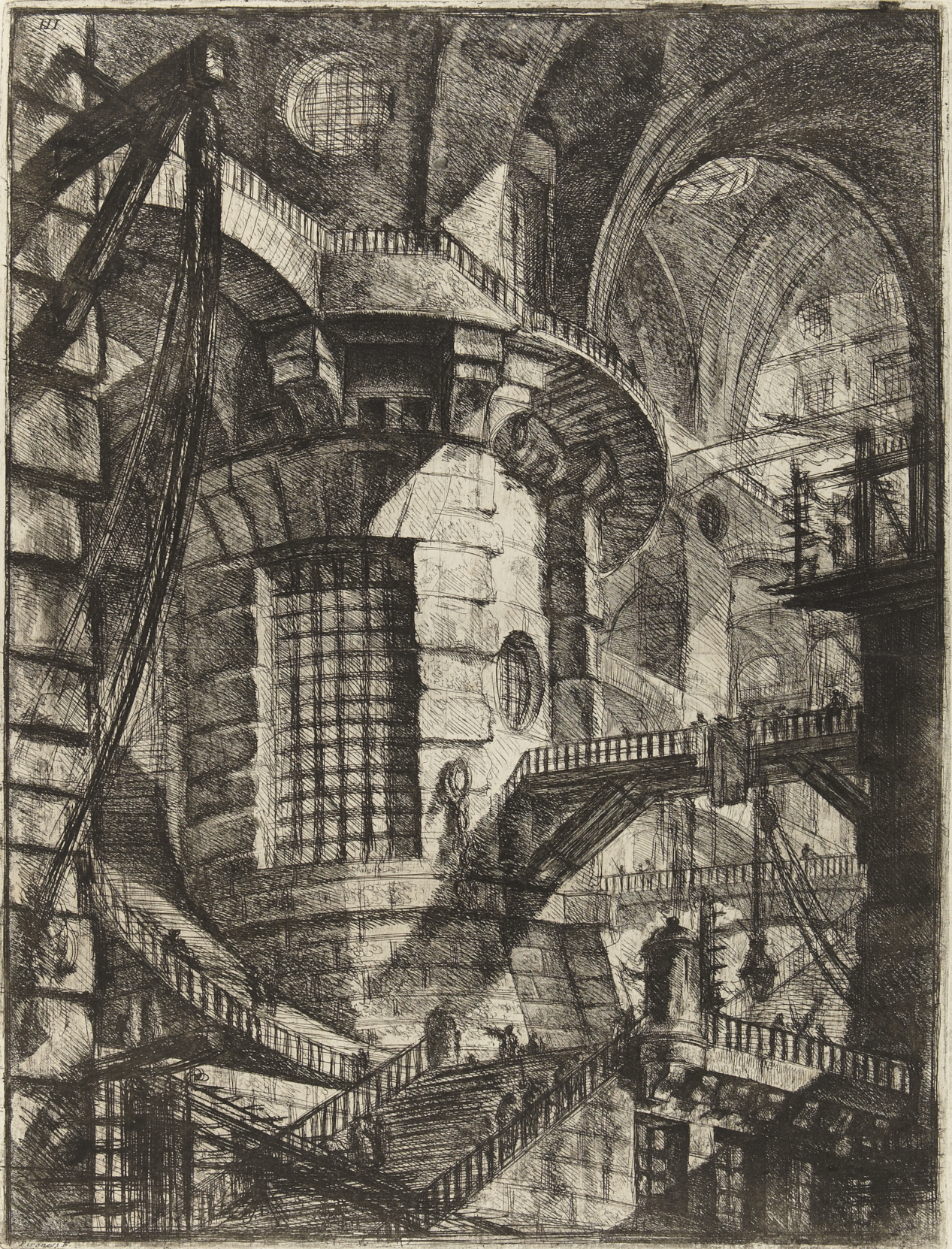
La Torre Redonda, Giovanni Battista Piranesi

El título de la novela alude al artista italiano datado del siglo XVIII Giovanni Battista Piranesi, quien produjo una serie de dieciséis grabados titulada Prisiones imaginarias que representan enormes bóvedas subterráneas con escaleras, laberintos y poderosas máquinas que asemejan estatuas en algunos casos.
Piranesi contiene varias referencias o alusiones a la saga de CS Lewis Las Crónicas de Narnia . En la entrada "Estatuas" de la Parte I, el narrador de Piranesi señala que soñó con un fauno "parado en un bosque nevado y hablando con una niña", probablemente una referencia a Lucy Pevensie conociendo al fauno Sr. Tumnus en El león . , la bruja y el armario .  Al describir al personaje del Dr. Valentine Andrew Ketterley, el texto señala que es hijo de un "Ranulph Andrew Ketterley" y que "los Ketterley son una antigua familia de Dorsetshire". Tanto los nombres como la descripción de la familia evocan a Andrew Ketterley, una figura clave en El sobrino del mago que describe a su familia como "una familia muy antigua. Una vieja familia de Dorsetshire". Esta conexión se fortalece aún más con la cita de El sobrino del mago que se da al principio de la novela, que también fue mencionada en ese libro por Andrew Ketterley. Además, existen varias similitudes entre la Casa de Piranesi y el llamado " Bosque entre los Mundos " de El Sobrino del Mago . Ambos son mundos alternativos (distintos al nuestro) a los que hay que llegar por medios sobrenaturales, ambos contienen vida pero de una naturaleza menos intrínseca que la de los mundos originales de los personajes, y ambos inducen un estado de olvido en los recién llegados, haciéndoles creer que siempre han estado en el nuevo mundo sobrenatural.
La historia de Piranesi también ha sido comparada con la parábola de la caverna de Platón, quien es inspiración de Digory Kirke en Narnia . En la historia de Piranesi, Piranesi está confinado a un mundo lleno de nada más que estatuas, que representan una realidad mayor que él ignora al mismo tiempo. En la Alegoría de la caverna de Platón, un personaje, que no posee ningún conocimiento del mundo exterior, está encarcelado dentro de una cueva oscura con nada más que sombras, reflejos del mundo real, proyectados en la pared de la cueva. Ambos personajes en algún momento logran salir de sus mundos que parecen cárceles y conocer una verdad más allá. Al igual que el protagonista del mito de la caverna, Piranesi se encuentra en shock con todo lo que encuentra en el mundo real.

## Adaptación
Piranesi fue adaptado para BBC Radio 4, leído por Samuel Anderson y transmitido en febrero de 2022.

## Premios y honores
El libro fue nominado a los Goodreads Choice Awards, al Premio Hugo para Mejor Novela, al premio Nebula y World Fantasy por la misma categoría. Ganó el premio Audie al audiolibro del año y el premio de las Mujeres en ficción. En 2022 fue nominado al premio Mythopoeic. 